# Archaeocidaris
Genre
Archaeocidaris est un genre éteint d'oursins réguliers fossiles, datant du Paléozoïque.

## Description et caractéristiques
Les Archéodicaridae sont un groupe d'oursins très ancien, et donc la classification n'est pas encore complètement établie : il pourrait être paraphylétique.
Le test (coquille) est circulaire et probablement légèrement aplati dorsalement. 
Le disque apical est monocyclique, et mesure moins de la moitié du diamètre du test. Les plaques génitales sont larges, portant plusieurs gonopores arrangés en arcs ; la seconde est plus large et perforée d'hydropores. Les plaques périproctales sont développées dans le disque apical.
Les ambulacres sont droits, étroits et bisériés. Les plaques sont simples, avec des paires de pores légèrement allongées sur chaque plaque. Chaque plaque porte un unique tubercule primaire, de taille souvent hétérogène. 
Les marges adradiales des plaques ambulacraires sont subduites sous les interambulacraires. La face interne des plaques ambulacraires ne porte pas d'embases dirigées perradialement : ainsi, les canaux aquifères radiaux reposent entièrement sous les plaques ambulacraires. 
Les zones interambulacraires sont larges, composées de quatre colonnes de grosses plaques hexagonales. Celles-ci sont imbriquées avec de petites embases, avec une marge parfois denticulée. 
Les quelques premières plaques adapicales des adultes ne portent pas de tubercule primaire, mais seulement une fine granulation. Toutes les autres portent un unique tubercule primaire imperforé et non crénulé, entouré d'une aréole large et légèrement déprimée. Un cercle de tubercules scrobiculaires est plus ou moins présent, surtout sur les plaques aborales, mais confluent sur les plaques orales (les tubercules sont confinés aux marges des plaques). Il n'y a généralement pas de tuberculation ou de granulation au-delà de ces cercles.
Le péristome est modérément large, partiellement recouvert de plaques. 
La lanterne d'Aristote est grosse et bien développée. Les pyramides y sont importantes, avec des foramen magnum peu profonds, et de larges dents en U portant plusieurs pointes à leur extrémité.
Les radioles sont longues, creuses, et sans cortex. Elles peuvent être ornementées d'épines.
Ce groupe semble avoir vécu du Carbonifère au Permien.

## Liste des genres
Selon World Register of Marine Species (11 avril 2014) :

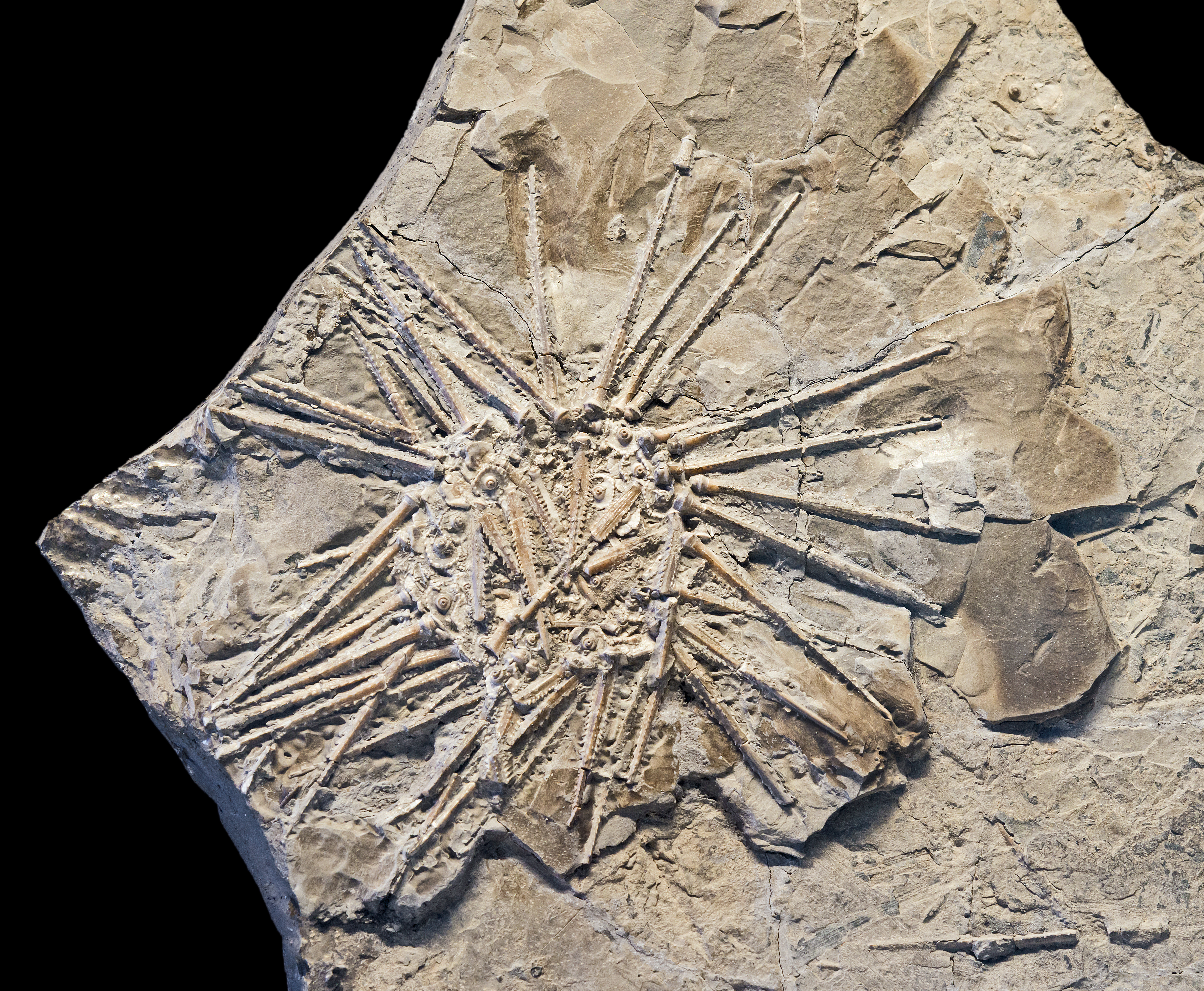
Fossile dArchaeocidaris brownwoodensis au MHNT (Carbonifère du Texas).

- † Archaeocidaris aliquantula Kier, 1958a
- † Archaeocidaris barroisi Mathieu, 1949
- † Archaeocidaris cowleyi Boos, 1929
- † Archaeocidaris fraxinensis Maillieux, 1940
- † Archaeocidaris immanis Kier, 1958a
- † Archaeocidaris manhattanensis Mathieu, 1949
- † Archaeocidaris meurevillensis Dehee, 1927
- † Archaeocidaris mosquensis A. Ivanov, in litt, Yakovlev, 1939
- † Archaeocidaris propinqua Jackson, 1929
- † Archaeocidaris setosa Jackson, 1929
- † Archaeocidaris subwortheni Faas, in litt, Yakovlev, 1939